# Juniorvärldsmästerskapen i alpin skidsport 1987
Juniorvärldsmästerskapen i alpin skidsport 1987 avgjordes i Sälen i Sverige (Slalom & Storslalom) och i Hemsedal i Norge (Störtlopp) under perioden 20-26 mars 1987 och var det sjätte världsmästerskapet för juniorer.

## Medaljfördelning
| Placering | Nation          | Guld | Silver | Brons | Totalt |
| 1         | Österrike       | 3    | 3      | 1     | 7      |
| 2         | Schweiz         | 2    | 1      | 0     | 3      |
| 3         | Italien         | 2    | 0      | 1     | 3      |
| 4         | USA             | 0    | 2      | 1     | 3      |
| 5         | Sovjetunionen   | 0    | 1      | 1     | 2      |
| 6         | Tjeckoslovakien | 0    | 0      | 2     | 2      |
| 7         | Västtyskland    | 0    | 0      | 1     | 1      |
|           | Totalt          | 7    | 7      | 7     | 21     |

## Resultat Damer
| Datum        | Plats           | Disciplin   | Guld               | Silver           | Brons                |
| 20 mars 1987 | Sälen, Sverige  | Storslalom  | Deborah Compagnoni | Petra Kronberger | Olga Kurdatjenko     |
| 21 mars 1987 | Sälen, Sverige  | Slalom      | Ingrid Stöckl      | Heidi Voelker    | Kimberly Schmidinger |
| 26 mars 1987 | Hemsedal, Norge | Störtlopp   | Marika Daxer       | Sabine Ginther   | Deborah Compagnoni   |
| 26 mars 1987 | Hemsedal, Norge | Kombination | Sabine Ginther     | Olga Kurdatjenko | Carola Spatschil     |

## Resultat Herrar
| Datum        | Plats           | Disciplin   | Guld            | Silver               | Brons             |
| 21 mars 1987 | Sälen, Sverige  | Slalom      | Roger Pramotton | Michael von Grünigen | Adrian Bires      |
| 22 mars 1987 | Sälen, Sverige  | Storslalom  | Thomas Wolf     | Wolfgang Erharter    | Adrian Bires      |
| 26 mars 1987 | Hemsedal, Norge | Störtlopp   | Urs Lehmann     | Tommy Moe            | Wolfgang Erharter |
| 26 mars 1987 | Hemsedal, Norge | Kombination | ??              | ??                   | ??                |